# Berggölen (Tidersrums socken, Östergötland)
Berggölen är en sjö i Kinda kommun i Östergötland och ingår i Motala ströms huvudavrinningsområde.